# シボレー・シェベル
シェベル (Chevrolet Chevelle) は、ゼネラルモーターズ（GM）が製造し、1964年から1977年にかけてシボレーブランドで販売された中型乗用車である。

## 初代 (1964年 - 1967年)

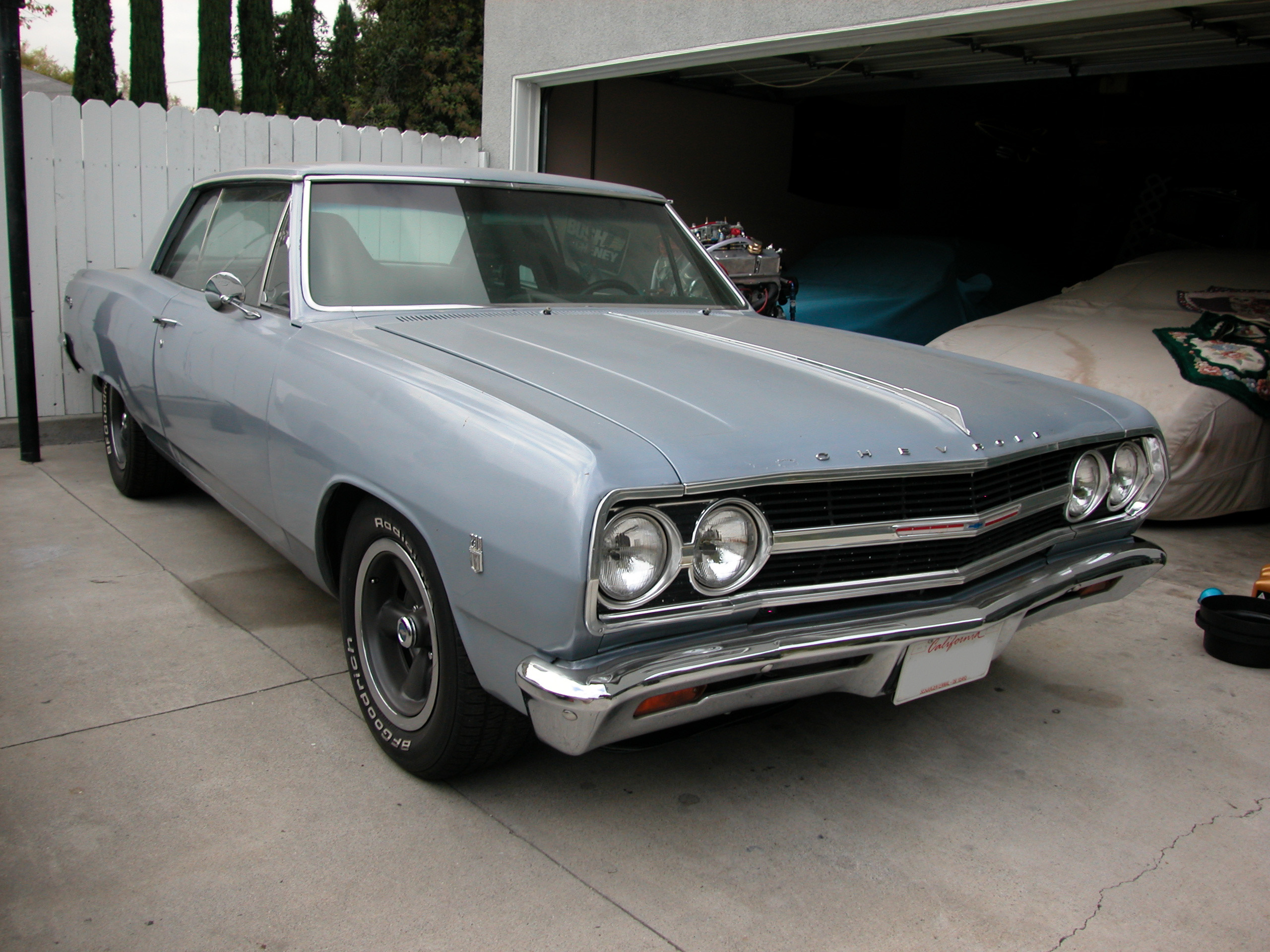
'65 シェベル2ドアハードトップ

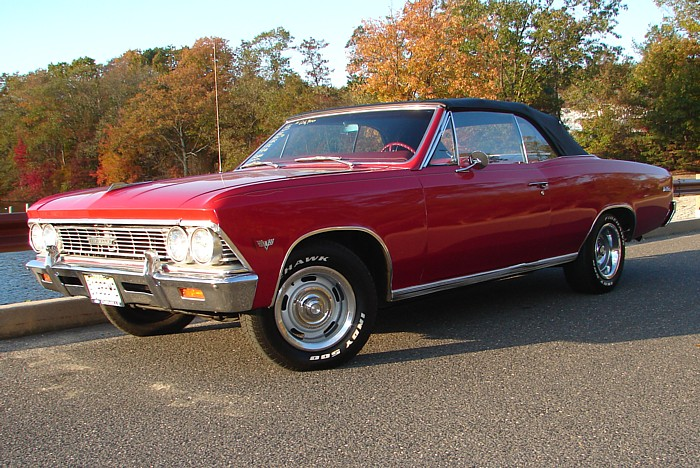
'66 同2ドアコンバーチブル
マリブSS396（フェイスリフト後）

初代シェベルは1963年に、'64イヤーモデルとしてデビューした。シャシは、ペリメーター型のGMのAプラットフォームを改良したものをベースとしており、モンテカルロにも流用された。シェベルは、同サイズのフォード・フェアレーンに対抗することを意図して開発されたが、当初はシボレーが芳しい販売実績を上げていたシボレー・ノバの新型として販売される予定であった。
スタイルは大衆車らしいシンプルかつクリーンな面構成で、装飾の類も控えめである。
シェベルのラインナップは、経済的なファミリーカーから、パワフルなハイパフォーマンスモデルまでをもカバーし、ボディータイプも、2ドアが、クーペ、ハードトップ、コンバーチブル、セダン、ステーションワゴン、4ドアが、セダン、ステーションワゴンと、非常に多岐に及んでいる。さらに、ピックアップトラックであるエルカミーノも、2代目はこのシェベルをベースとしており、フロントマスクや内装の意匠にも共通点が多い。
購買層の多くは、シェベルを経済的で、手ごろな値段のファミリーカーと捉えていた。現に、シェベルは5人乗りの家族向けの大きさで、パワーステアリング、パワーブレーキ（ブレーキ力倍力装置）、オートマチックトランスミッション、エアコン、ステレオなどの人気装備が整った車であった。
1964年初頭と1965年、ハイパフォーマンスモデルにはマリブSSのサブネームが付けられていた。

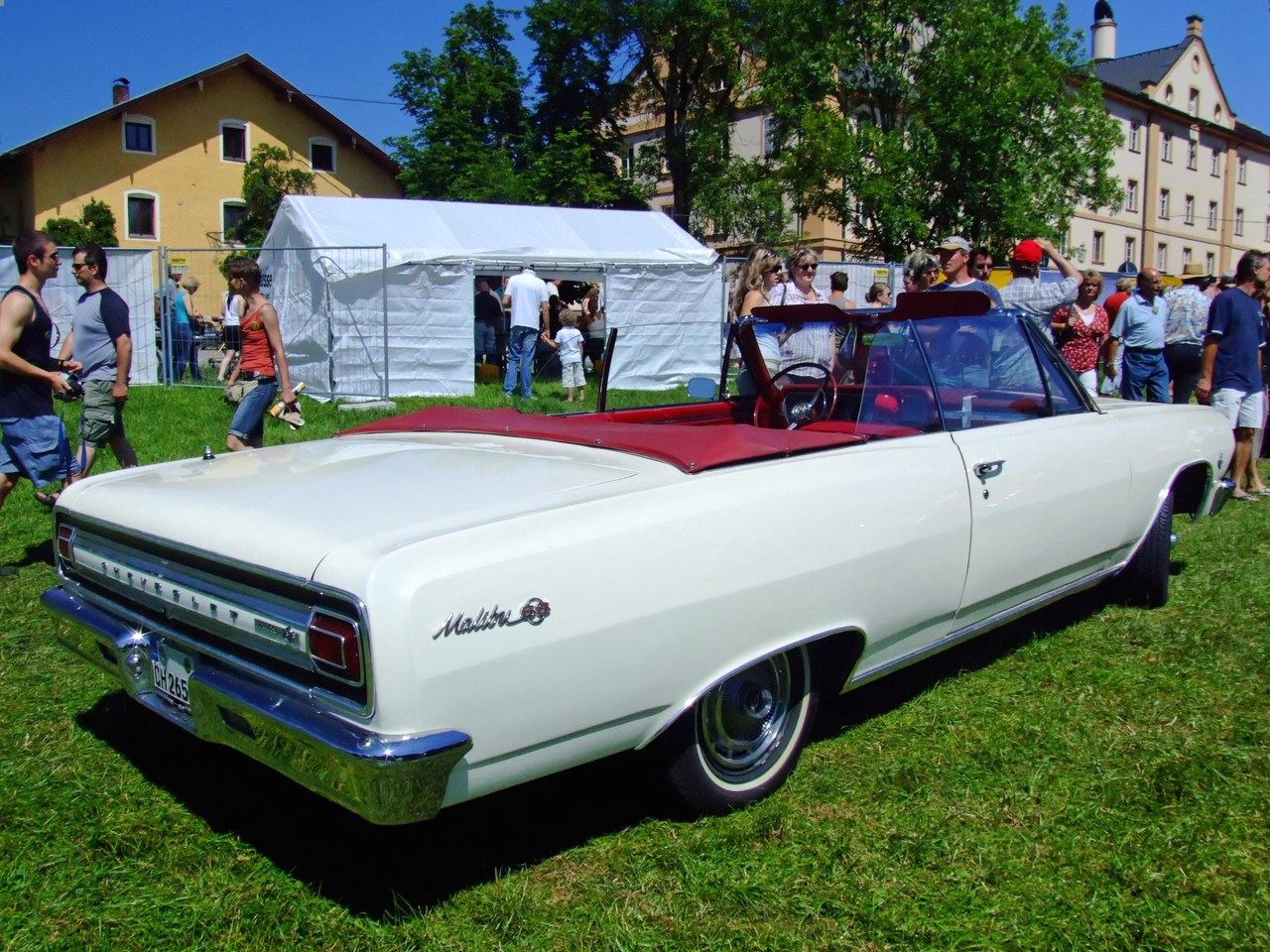
シェベルマリブSS コンバーチブル
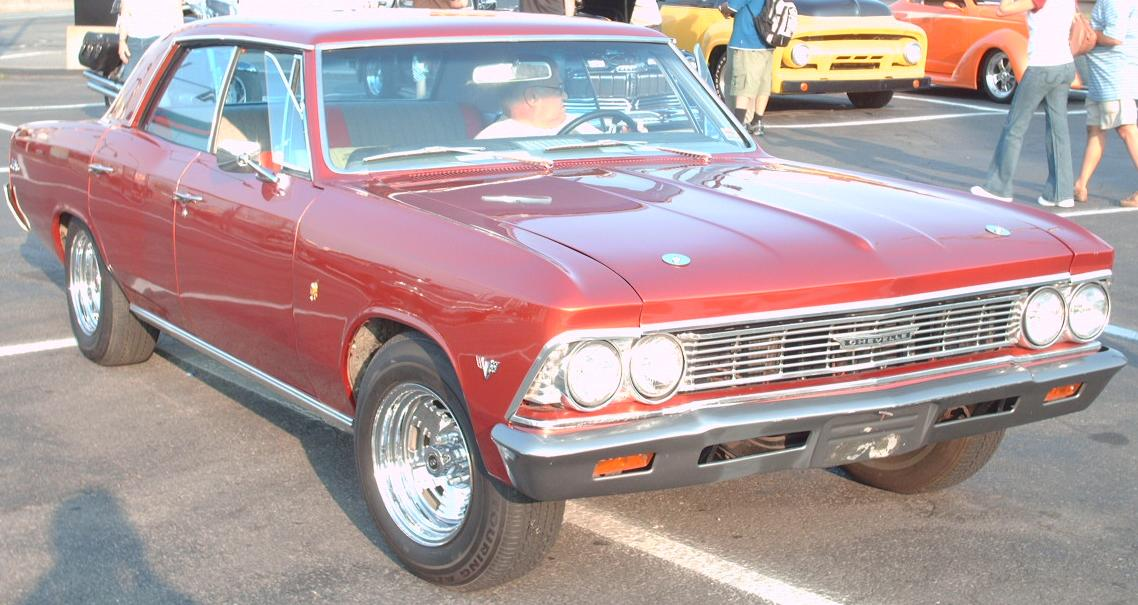
シェベルマリブ 4ドアハードトップ

## 2代目 (1968年 - 1972年)

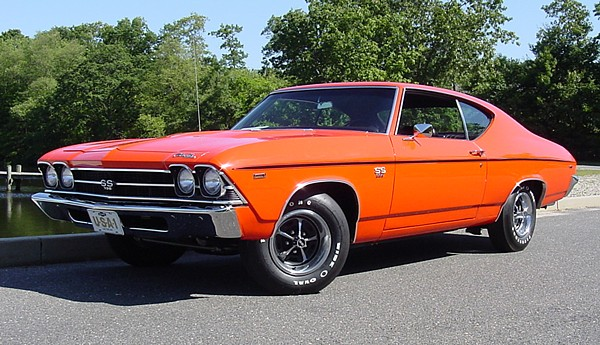
2代目シェベル2ドアハードトップ
SS396

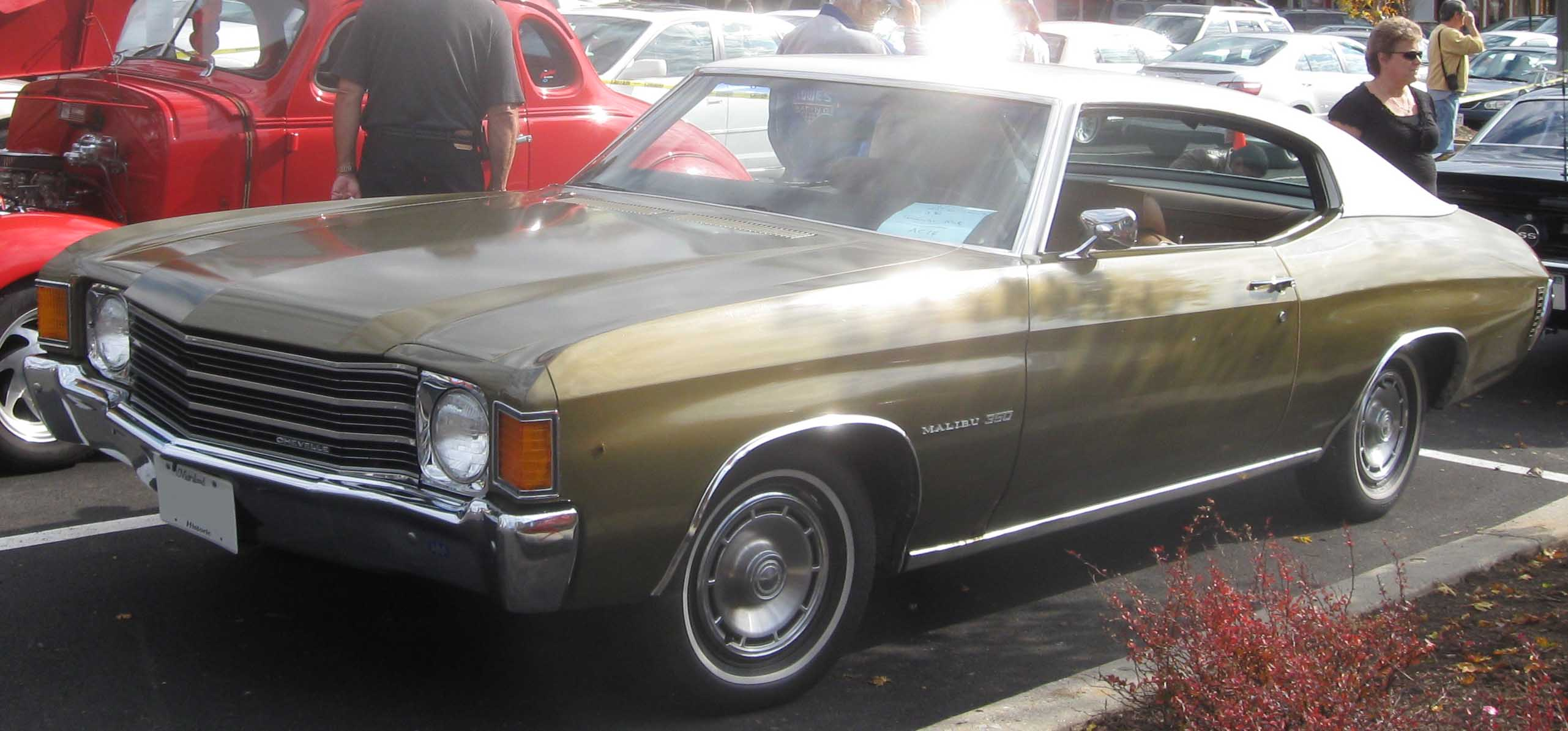
同2ドアハードトップ
マリブ（フェイスリフト後）

1967年発表の'68イヤーモデルでフルモデルチェンジを受けた。一方、ハイパフォーマンスモデルはシェベルマリブSSからシェベルSSへと改称され、このモデルによって、シボレーはマッスルカー市場に本格的に打って出ることとなった。これに伴い、2ドアハードトップのスタイルはコークボトルラインのセミファストバックとされた。
SS396の名でシリーズ化されたシェベルSSは、ハイパフォーマンスモデルとして、独自のエンジンを持っていた。327立方インチ、350立方インチ、396立方インチの各V8がそれである。1970年以前は、中型車のエンジンは400立方インチを越えて搭載しないことにしていたが、1968年、1969年はCOPO (Central Office Production Order) と呼ばれる販売戦略を採用していた。つまり、レース用として使用するためのディーラーへの注文として、それ以上の大きなエンジンを搭載することが可能であったのである。
1969年発表の'70イヤーモデルから、ハードトップのリアクォーターウインドウとリアピラーの形状が変更され、斜め後方視界が改善された。
1970年の'71イヤーモデルでフェイスリフトが行われ、ヘッドランプが丸形二灯となった。また、SS454がラインナップされたことで、COPOは実質的に無力となった。このV8、454立方インチ（7.400cc）、450馬力エンジンの搭載はシェベルの伝説となった。307立方インチのエンジンは排出ガス規制が導入されたカリフォルニア州での販売が打ち切られた。1972年は270馬力の454エンジンが搭載されると同時に、第2世代生産最後の年となった。

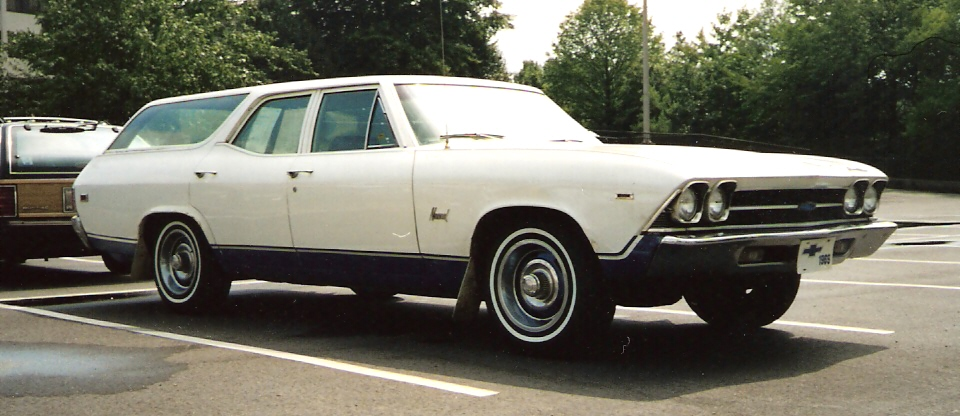
'69 シェベルノマド ステーションワゴン
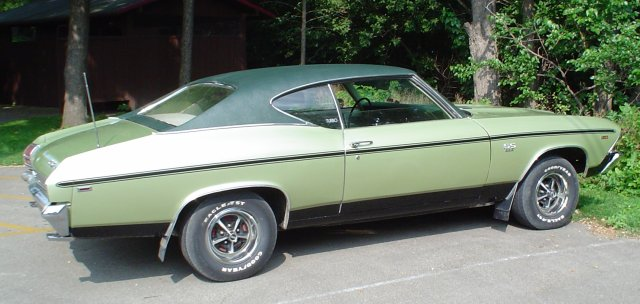
'69 シェベルSS ハードトップ
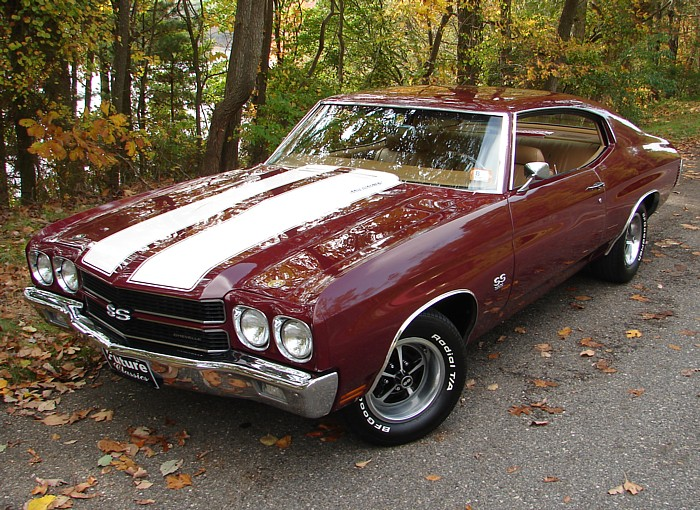
'70 シェベルSS ハードトップ
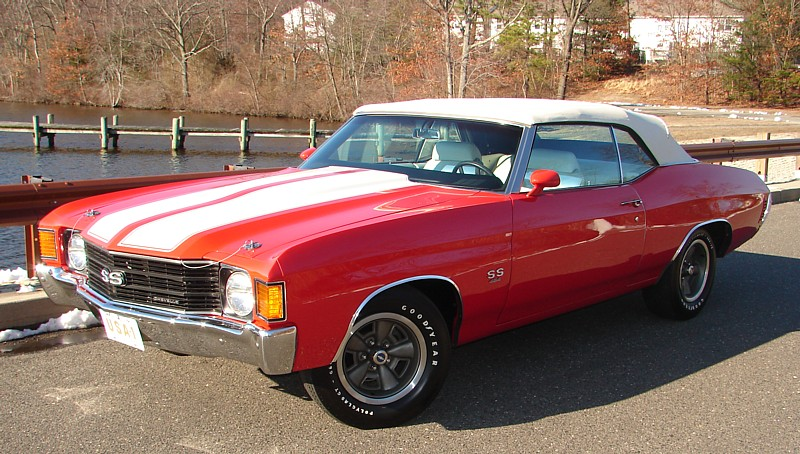
'72 シェベルSS コンバーチブル

## 3代目 (1973年 - 1977年)

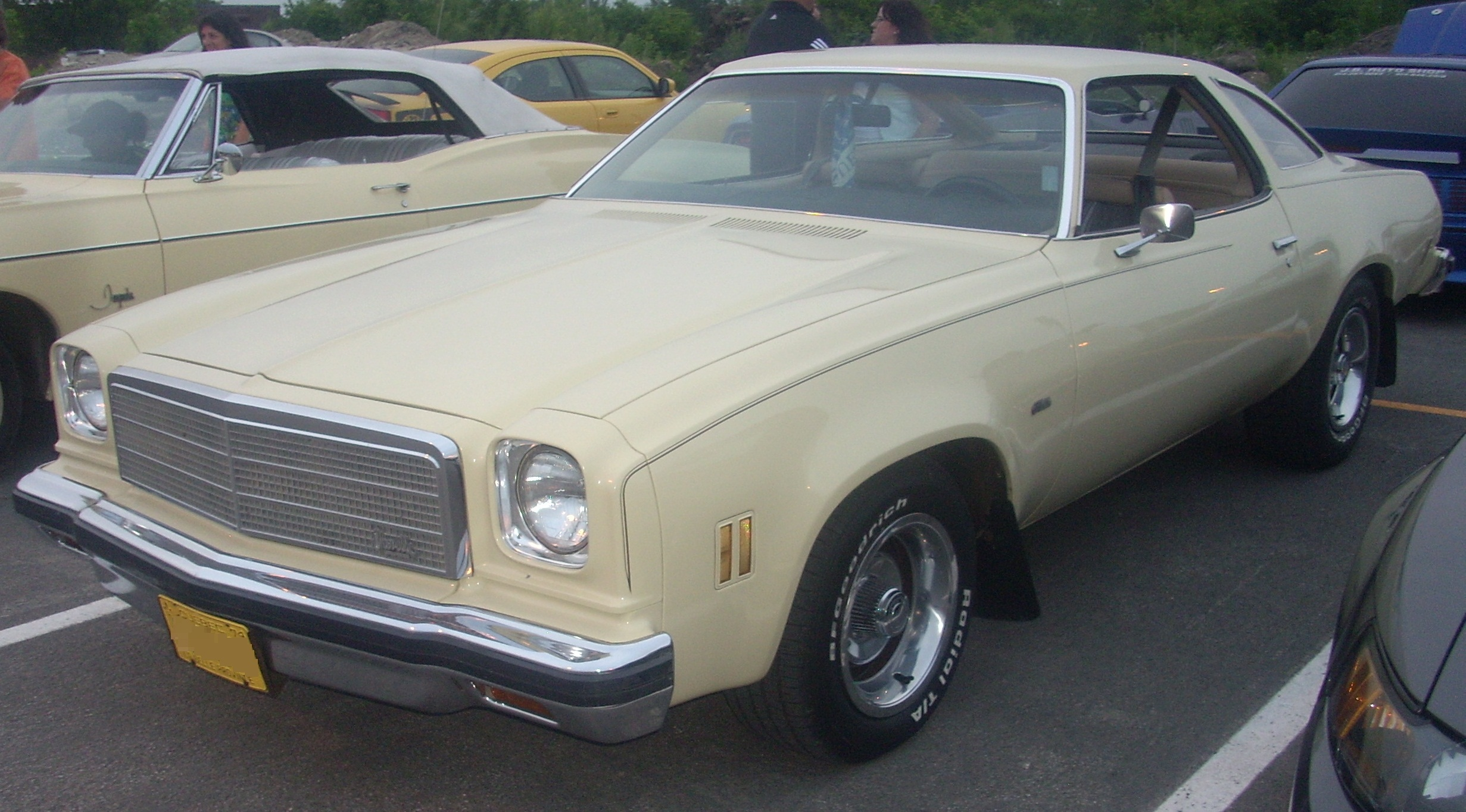
3代目シェベル
ラグナクーペ

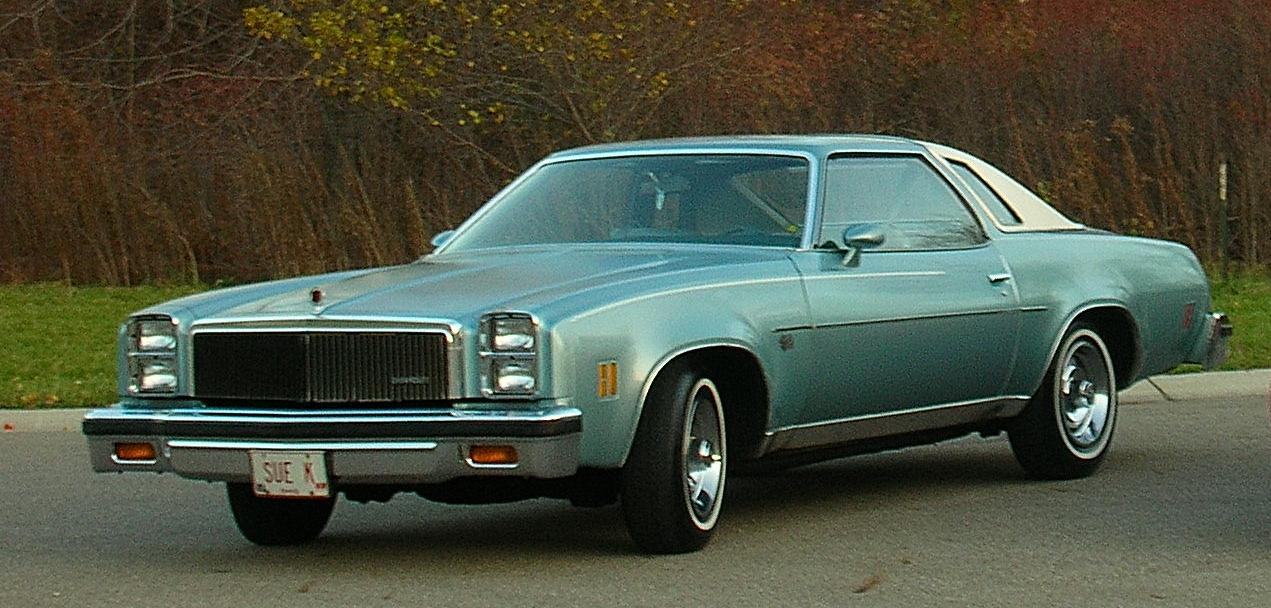
同マリブクラシック
ランドウクーペ
（2nd.フェイスリフト後）

1972年、フルモデルチェンジで3代目がデビュー。'73年イヤーモデルとなる。
コンバーチブルが廃止され、2ドアボディーは大きなリアクォーターウインドウが目立つ「コロナード・ハードトップ」のみとなった。これはBピラーを持ついわゆるピラードハードトップで、実質的な構造はクーペである。フロント・サスペンションにはカマロをベースとしたものが採用され、一定の進歩は見られたが、新しいスタイリングは、ユーザーの要望を満たすには至らなかった。
新しいシェベルは、廉価版のシボレー・デラックス、量販グレードのマリブ、上級グレードのラグナに分けられ、SSは'73イヤーモデルまではマリブクーペとステーションワゴンに設定されていた。'74イヤーモデルでは、シボレー・デラックスの廃止で、マリブがエントリーモデルへと格下げされ、ラグナがSSと置き換えられると同時に、454エンジンが搭載された最後のモデルイヤーとなった。また、異なるフロントエンドのスタイリングを持つラグナS3クーペが追加され、この車名と形状でNASCARにも参戦したが、販売は低調であった。
1976年にフェイスリフトを受けた'77イヤーモデルが発表されるが、ボディー形状はセダンとクーペのみ、グレードもラグナとラグナクラシックのみへと縮小され、他は廃止された。
外観では、上下二段に配置された角形4灯式ヘッドランプと、クーペのランドウトップやオペラウインドウが目立つ。
1978年、シェベルは生産が中止され、後継車には、初代シェベルから最上級モデルに用いられていたマリブの名が冠された。エルカミーノは、これ以降、他車種のシャシにスイッチしながら1987年まで生産・販売が続けられている。

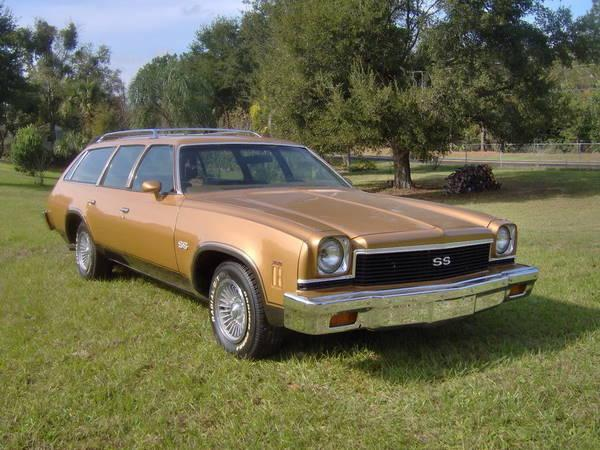
'73 シェベルSS ステーションワゴン
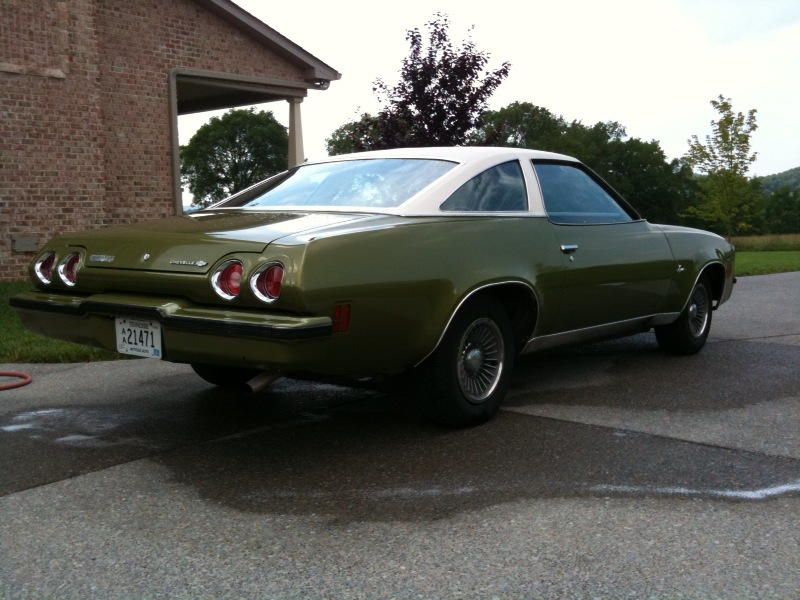
'73 シェベルラグナ クーペ